# Ernst Wilhelm Leberecht Tempel
Ernst Wilhelm Leberecht Tempel (* 4. prosinca 1821., Niedercunnersdorf, Saska – † 16. ožujka 1889., Arcetri, Italija) bio je njemački astronom i litograf. Među ostalim, otkrio je 5 asteroida i 12 kometa.